# Lingua Oz
La Lingua Oz è una lingua ausiliaria internazionale creata nel 1932 da Charles Milton Elam di Cincinnati (OH, USA).

## Storia
Nonostante il nome, probabilmente derivato dalle favole del "Mago di Oz" dello scrittore americano Lyman Frank Baum e dai film da esse derivati, si trattò di un progetto serio. Appartiene al gruppo delle lingue artificiali "aprioristiche", cioè che non prendono nulla dalle lingue naturali, al contrario ad es. dell'Esperanto. L'opera pubblicata all'epoca per presentare la lingua fu il sottocitato libro dell'autore, ed espone una delle più insolite lingue artificiali. La sua originalità, rispetto alle altre lingue consimili e in grande maggioranza dimenticate, desta tuttora l'interesse di linguisti speecialisti quali Alan Libert e Paul O. Bartlett, e di qualificati editori specizlizzati nelle lingue quali "Lincom" di Monaco di Baviera. 
Il libro non comprendeva un vocabolario, quindi il dizionario sottoindicato è stato ricavato in seguito. Include quasi tutti i termini ed i morfemi compresi nel libro dell'autore, nonostante in qualche caso non sia stato facile accertarsi del significato di un vocabolo, o se esso invece costituisca una radice o un tema; come del resto specificato nel recente dizionario.

Niente spiega gli scopi della lingua meglio delle parole dell'autore:

## Grammatica
L'Oz può essere scritto sia in caratteri latini sia con un alfabeto ideato dall'autore, vagamente simile ad una stenografia, in quanto secondo lo stesso autore la lingua scritta in caratteri latini presenta un aspetto "grottesco" (parola dell'autore). Essa dà quasi l'impressione di un'esplosione in una tipografia: le maiuscole e le minuscole indicano suoni differenti, e la "Q" è una vocale.
A differenza di molte lingue artificiali, l'Oz possiede un complesso sistema di tempi verbali; formati perlopiù con prefissi che indicano il presente (it-), il presente perfetto (-id), il passato (ip-), il passato perfetto (ib-), il futuro (ik-) ed il futuro perfetto (ig-). 
Il tempo più insolito è l'"indefinito" (in-), che viene usato quando non è indicato un tempo particolare, cioè quando un aggettivo è il predicato di un soggetto che non richiama nessun tempo. Deve essere distinto dall'azione abituale/verità assoluta, anche se sembra che l'autore lo usi molte volte in questo senso. Un esempio di frase che include questo prefisso temporale è ep inQks ap (io vedo lui) che indica semplicemente il fatto che io veda lui, che può avvenire nel passato, nel presente o nel futuro. In una certa misura i verbi con "in-" possono essere l'equivalente dell'infinito in italiano e in molte altre lingue. Di particolare interesse e complessità sono i tempi segnati sia per questo tempo sia per uno dei tempi subordinati, per es. ep iptOv ed ek tinfoid (diceva che lui l'amasse). Come gli altri prefissi di tempo non dipendenti, può venire usato da solo come copula, come in linQks in linksOk (vedere è credere). Esiste anche un prefisso per il tempo indefinito subordinato, (n-). La scelta della -n- come lettera caratterizzante è stata fatta probabilmente perché anche altrove indica il significato indefinito di un tema, es. Ak (grande), nAk (quantità).
L'Oz possiede un ricco vocabolario per indicare i colori, gli elementi chimici ed il lessico familiare, nonostante per la maggior parte questi vocaboli vengano usati raramente. Il lessico fu basato sul dizionario inglese Roget's Thesaurus, ma l'autore non riuscì a completarlo del tutto.

## Esempi di lingua Oz
- ep iplv adglv az afbQt   Sono venuto in città.
- ep ipllv adgllv az afblQt   Sono venuto dalla campagna.
- ep ipllv adglv az afbQt   Sono andato in campagna.
- ep ipllv adgllv az afbQt   Vengo dalla città.
- ep iptlv adlf az afbQt   Sono entrato in città.
- ep iptlv adllf az afbQt   Sono uscito dalla città.
- hEv az andAslUt iftlEplezlais kek anpAtpyaup, ek iftEgtOg adpad astlaup

Poiché i malvagi non ricevono immediatamente il giusto merito, diventano audaci nella trasgressione.